# Корнилова, Зульфира Хусаиновна
Зульфи́ра Хусаи́новна Корни́лова (23 февраля 1939, Ленинград — 15 мая 2015, Москва) — российский врач-пульмонолог, фтизиатр. Доктор медицинских наук, профессор, заслуженный врач РФ, заведующая отделением новых информационных технологий ЦНИИТ РАМН, член-корреспондент РАЕН, член учёных и диссертационных советов, консультант медицинского центра Управления делами Президента РФ, член редколлегии электронного журнала «Вестник»

## Биография
Родители: Хусаин Ахметов (1914—1993) — участник Великой Отечественной войны, композитор и Рауза Мухаметдиева (1918—2006) — врач-инфекционист.
В 1970 году Зульфира Хусаиновна защитила кандидатскую диссертацию, а в 1993 году — докторскую диссертацию. В период 1994-1997 годов работала в Московской туберкулёзной клинической больнице № 7 в должности заместителя главного врача по лечебной работе. С 1997 года — в должности заместителя директора по научно-лечебной работе Центарльного научно-исследовательского института туберкулёза Российской академии медицинских наук (ЦНИИТ РАМН), с 2004 — заведующая общеклиническим отделом, с 2007 — заведующая отделением новых информационных технологий, включающим центр телемедицины и Учебный центр института.
В это время организовывала работу отделения новых информационных технологий и центра телемедицины с внедрением и развитием телекоммуникационных технологий и работу научных групп ЦНИИТ РАМН на базе клинических больниц города Москвы. Имеет высшую квалификационную категорию по специальностям «фтизиатрия», «пульмонология».
Кроме того, З. Х. Корнилова являлась специалистом по внелёгочному туберкулезу, под её руководством были подготовлены учебные пособия, методические рекомендации для врачей широкого профиля, с 1994 года она работает с лицами «без постоянного места жительства» по их медико-социальной реабилитации. При её участии разработаны информационные письма, программа диагностики и лечения туберкулеза у лиц БОМЖ; за проведённую работу Правительство Москвы присвоило З. Х. Корниловой звание лауреата Премии Москвы.
Неоднократно возглавляла группу специалистов института для обеспечения работы полевых госпиталей Всероссийского центра медицины катастроф «Защита» в Северо-Кавказском регионе, продолжает курировать Республику Ингушетия и Чеченскую Республику, организовала в них обучение более 500 врачей и медицинских сестёр фтизиатрической и лечебно-профилактических служб по актуальным проблемам туберкулёза; стала заслуженным врачом Республики Ингушетия. Работала совместно с международной организацией «Врачи без границ».
Автор более 150 научных работ, подготовила 19 кандидатов и 6 докторов наук; лауреат премии мэра г. Москвы в области здравоохранения (2005), награждена знаками «Отличник здравоохранения» (2002) и «Заслуженный врач РФ», а также почётными грамотами Министерства здравоохранения РФ.
Умерла в Москве 14 мая 2015 года на 77-м году жизни.

## Основные работы
- Корнилова З. Х., Титюхина М. В., Батыров Ф. А. «Комплексное лечение больных туберкулезом органов дыхания при токсическом лекарственном гепатите». ж. «Туберкулез и болезни легких». М. — 2011, № 3-С.29-33.
- Корнилова З. Х., Каюкова С. И., Макаров О.В, Демихова О. В. «Проблемы современной диагностики туберкулеза женских половых органов». ж. «Туберкулез и болезни легких». М. — 2011, № 3-С.49-51.
- Корнилова З. Х. «Современные проблемы туберкулеза», учебное пособие. Издательство «Медицинский проект». М.-2011, № 1(27)-С.3-80.
- Корнилова З. Х., Нерсесян А. А., Меркурьева Я. А. «Клиника, диагностика и лечение мочеполового туберкулеза».

ж. «Проблемы туберкулеза и болезней легких». М. — 2006, № 9-С.5-15.
- Ерохин В. В., Корнилова З. Х., Алексеева Л. П.

«Казеозные процессы у больных туберкулезом, сочетанного с ВИЧ-инфекцией». ж. «Проблемы туберкулеза». М. — 2008, № 10
- Ерохин В. В., Корнилова З. Х., Алексеева Л. П.

«Особенности выявления, клинических проявлений и лечения у ВИЧ-инфицированных». Доклад на научно — практич. Конференции 25 — 26 мая 2005 г. — М.-стр.129-131. (Проблемы туберкулеза 2005 г. № 10 стр.20-28)
- Корнилова З. Х., Тахтоходжаева Г. Р. и соавторы «Эффективность комплексной терапии, включающей лимфотропное введение изониазида у подростков с деструктивным туберкулезом легких и нарушенным вегетативным состоянием». ж. «Проблемы биологии и медицины». Самарканд — 2009, № 3 (58)-С.155-157.
- Корнилова З. Х., Зюзя Ю. Р., Алексеева Л. П.,

«Клинико-морфологические особенности течения туберкулеза при ВИЧ-инфекции». ж. «Проблемы туберкулеза и болезней легких». М. — 2008, № 10, С. 13-20.
- Корнилова З. Х., Выренкова Т. Е. «Фликтенулезные поражения глаз при туберкулезе у детей». ж. «Проблемы туберкулеза» — 1969 г. № 3.
- Одинец В. С., Погосова К. Р., Корнилова З. Х. « Эффективность теста — терапии глаз в сочетании с местной инъекции изониазид + дексаметазон». Доклад на Региональной научно — практич. Конференции 25 — 26 мая 2007 г. — Ставрополь.
- Корнилова З. Х., Алексеева Л. П. «Диссеминированный туберкулез легких у больных ВИЧ — инфекцией». Сборник материалов научно — практической конференции Москва «Проблемы туберкулеза у больных ВИЧ — инфекцией» — 25 — 26 мая 2005 года.